# Sarah Méndez Capote
Sarah Méndez-Capote y Chaple fue una escritora, poeta, traductora, sufragista y activista feminista cubana. Fue hermana de la también escritora Renée Méndez Capote.

## Biografía
Hija de Domingo Méndez Capote y María Chaple y Suárez, publicó parte de su trabajo poético en la Revista de la Habana a principios de la década de 1930. Colaboró además en la revista vanguardista Social y en El Fígaro.
Como activista por los derechos de las mujeres, fue una de las fundadoras del Lyceum el 1 de diciembre de 1928, una de las organizaciones feministas «más intelectuales y culturales» de su época junto a un grupo conformado por Renée Méndez Capote, Berta Arocena de Martínez Márquez, Carmen Castellanos, Matilde Martínez Márquez, Carmelina Guanche, Alicia Santamaría, Ofelia Tomé, Dulce Marta Castellanos, Lilliam Mederos, Rebeca Gutiérrez, Mary Caballero, María Josefa Vidaurreta y María Teresa Moré; todas organizaron una agrupación que abogó por el voto femenino, se transformó en una institución lobista en el parlamento de Cuba y organizó diversos eventos feministas en dicho país.